# 이언 스미스

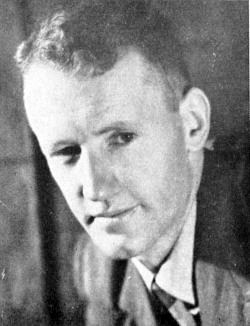
이언 스미스

이언 스미스(영어: Ian Douglas Smith, 1919년 4월 8일 ~ 2007년 11월 20일)는 짐바브웨의 백인 정치인이다. 로디지아 백인 정권을 대표하여 총리로 있다가 내외의 압력으로 흑인에게 정권을 물려주었다.
스코틀랜드 이민자의 아들로 태어났다. 남아프리카 연방의 로즈 대학교를 졸업하였다. 제2차 세계대전 중 영국군에 복무하였다. 그 후 1953년 로디지아 니아살랜드 연방 의회 의원을 지냈다. 1962년 백인 정당인 로디지아 전선(RF)을 결성했다. 연방을 구성했던 북로디지아와 니아살랜드가 각각 흑인 정권의 잠비아와 말라위로 독립하자 그도 남로디지아의 독립을 준비했다. 로디지아 전선은 의회에서 다수를 점했고, 스미스는 1964년 남로디지아의 총리가 되어 독립을 준비했다. 그는 당시 로디지아 최초의 현지 태생 총리였다.
종주국 영국은 다수 지배하의 독립을 제시했으나, 백인 정권을 세우기를 원했던 그는 소수백인이 지배하는 독립을 주장하였으며 협상이 진행되지 않자 1965년 일방적으로 독립을 선언하였다. 국제 사회에서는 백인이 극소수인 이 곳에서 일방적인 백인 정권이 일으킬 문제에 대해 우려를 표했으며, 국제연합(UN) 안전보장의사회는 경제 제재를 가했다. 이에 그의 정권은 1969년 흑인의 참여를 극히 제한한 국민투표를 실시하여 공화제 이행을 결의하여, 1970년 영연방과의 관계를 완전히 단절하고 공화국을 선포하였다.
그 후 국제 사회로부터의 고립과 흑인 세력의 저항으로 어려움에 처해지자 흑인 온건 세력과 협상을 통해 짐바브웨 로디지아를 수립했다. 1979년 4월에 실시된 총선거에서 흑인 정당이 다수 의석을 차지하면서 에이벌 무조레와에게 평화적으로 정권을 이양한 뒤부터 특임장관이 되었다. 그러나 총선이 흑인 과격 세력이 배제된 채 시행되었으므로, 그에 따라 구성된 새 흑인 정권도 국제적으로 인정을 받지 못하여 그 다음해 다시 총선을 실시하여, 로버트 무가베가 새로 건국된 짐바브웨의 총리가 되었다. 그 후 로디지아 전선은 짐바브웨 보수 연맹(CAZ)로 이름을 바꿨으며, 스미스는 CAZ 소속으로 1985년 총선에 다시 출마하여 계속 국회의원으로 재직했다. 그러나 1987년 무가베를 비판했다는 이유로 1년간 정치 활동을 금지당했고, 무가베가 1당 독재 체제를 구축하면서 그는 은퇴하고 낙향하여 농장에서 지냈다. 무가베의 독재가 계속되는 가운데 2005년 신병 치료를 이유로 남아프리카 공화국으로 이주하였으며, 짐바브웨로 돌아가지 않고 케이프타운에서 세상을 떠났다.